# Statuenmenhir von Tavera

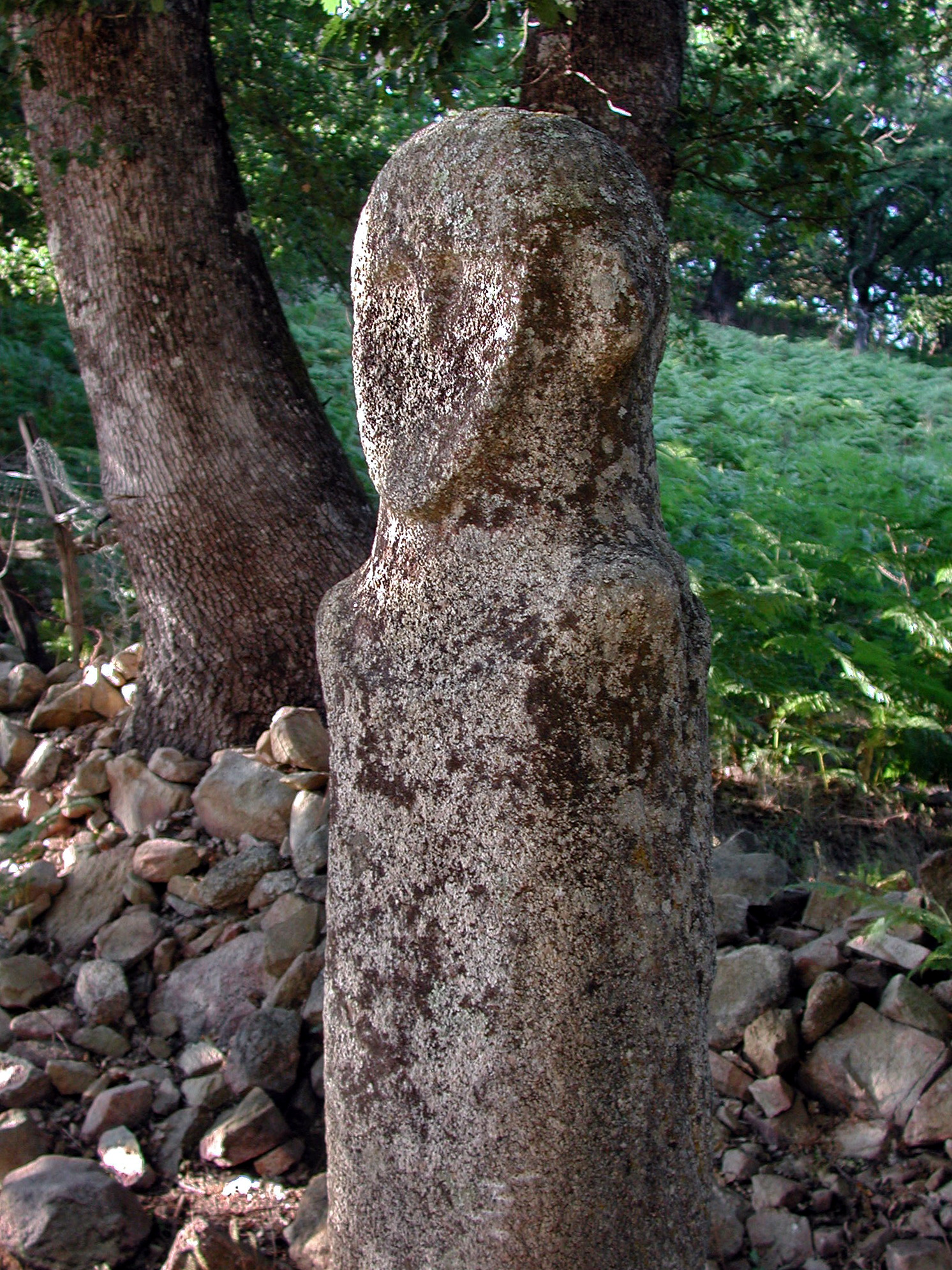
Statuenmenhir von Tavera

Der 1961 gefundene Statuenmenhir von Tavera steht westlich von Tavera, im Département Corse-du-Sud auf der Mittelmeerinsel Korsika in Frankreich. 
Der etwa 2,4 Meter hohe Statuenmenhir steht etwa 100 m von einem verfallenen mittelalterlichen Fort. Er ist ein Menhir der Stufe 4.

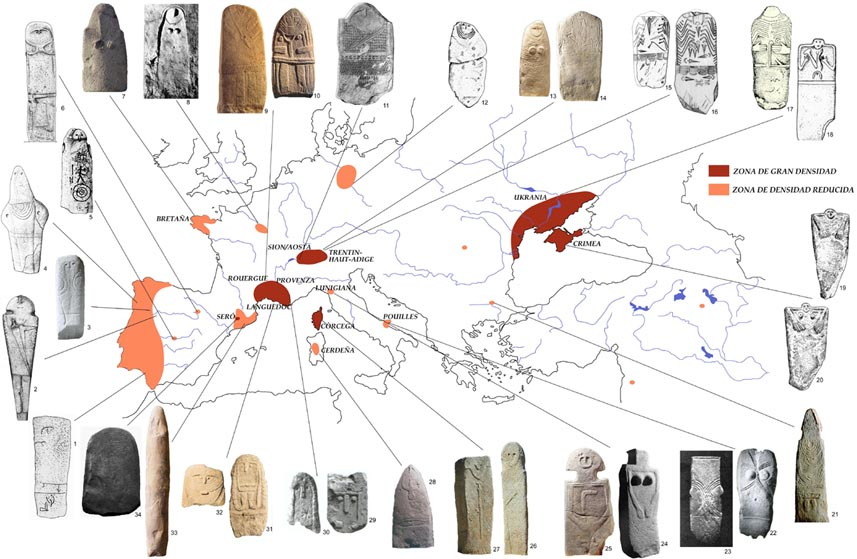
Europäische Statuenmenhire

## Typologie
Roger Grosjean stellte im Jahr 1967 eine sechsstufige typologische Klassifizierung der korsischen Menhire und Statuenmenhire vor, die in erster Linie auf dem Vorhandensein oder Fehlen von Waffen beruht.
- Stufe 1: Weniger als einen Meter hohe Monolithen oder Baityloi,
- Stufe 2: Protoanthropomorph, die menschliche Form schematisch dargestellt,
- Stufe 3: Anthropomorphe Figur mit separatem Kopf und Körper; selten mehr als zwei Meter hoch, unterteilt in:
- Stufe 4: „Südliche Statuenmenhire, unbewaffnet“, verfügen über anatomische Details vor allem im Gesicht (Augen, Nase, Mund).
- Stufe 5: „Südliche Statuenmenhire, bewaffnet“ mit Schwertern, Dolchen und Helmen oder Brustpanzern; anatomische Details sind nicht herausgearbeitet (Gürtel und Lendenschurz).
- Stufe 6: „Nördliche Statuenmenhire, unbewaffnet“, dünner und schlanker als die bisherigen Statuen; langer Hals und Ohren.